# Municipio de Lee (condado de Monroe)
El municipio de Lee (en inglés: Lee Township) es un municipio ubicado en el condado de Monroe en el estado estadounidense de Ohio. En el año 2010 tenía una población de 1023 habitantes y una densidad poblacional de 22,37 personas por km².

## Geografía
El municipio de Lee se encuentra ubicado en las coordenadas 39°38′40″N 80°55′58″O / 39.64444, -80.93278. Según la Oficina del Censo de los Estados Unidos, el municipio tiene una superficie total de 45.73 km², de la cual 45,1 km² corresponden a tierra firme y (1,39 %) 0,63 km² es agua.

## Demografía
Según el censo de 2010, había 1023 personas residiendo en el municipio de Lee. La densidad de población era de 22,37 hab./km². De los 1023 habitantes, el municipio de Lee estaba compuesto por el 97,85 % blancos, el 0,49 % eran afroamericanos, el 0,29 % eran amerindios y el 1,37 % eran de una mezcla de razas. Del total de la población el 0,2 % eran hispanos o latinos de cualquier raza.